# Náměstí Osvoboditelů (Hradec Králové)
Náměstí Osvoboditelů v Hradci Králové je významné veřejné prostranství, které se nachází v blízkosti centra města. V letech 1949–1991 se na náměstí nacházel Památník osvobození města Rudou armádou.

## Historie
Náměstí Osvoboditelů vzniklo v roce 1933 a původně neslo název Fügnerovo náměstí podle spoluzakladatele spolku Sokol Jindřicha Fügnera (1822–1856). V průběhu 20. století bylo několikrát přejmenováno. Poprvé v roce 1942, kdy byl jeho název změněn na Dvořákovo náměstí. V roce 1949 bylo přejmenováno na náměstí Rudé armády a od roku 1950 neslo název Stalingradské náměstí. V roce 1953 byl název změněn na náměstí Osvoboditelů, který nese dodnes.
Mezi lety 1929–1930 byla v prostoru sousedícím s náměstím postavena sokolovna a v letech 1931–1933 vznikla na nároží náměstí budova Národní banky československé a Okresní hospodářská záložna. Tyto budovy společně tvoří celou východní část náměstí. 

## Památník osvobození města Rudou armádou

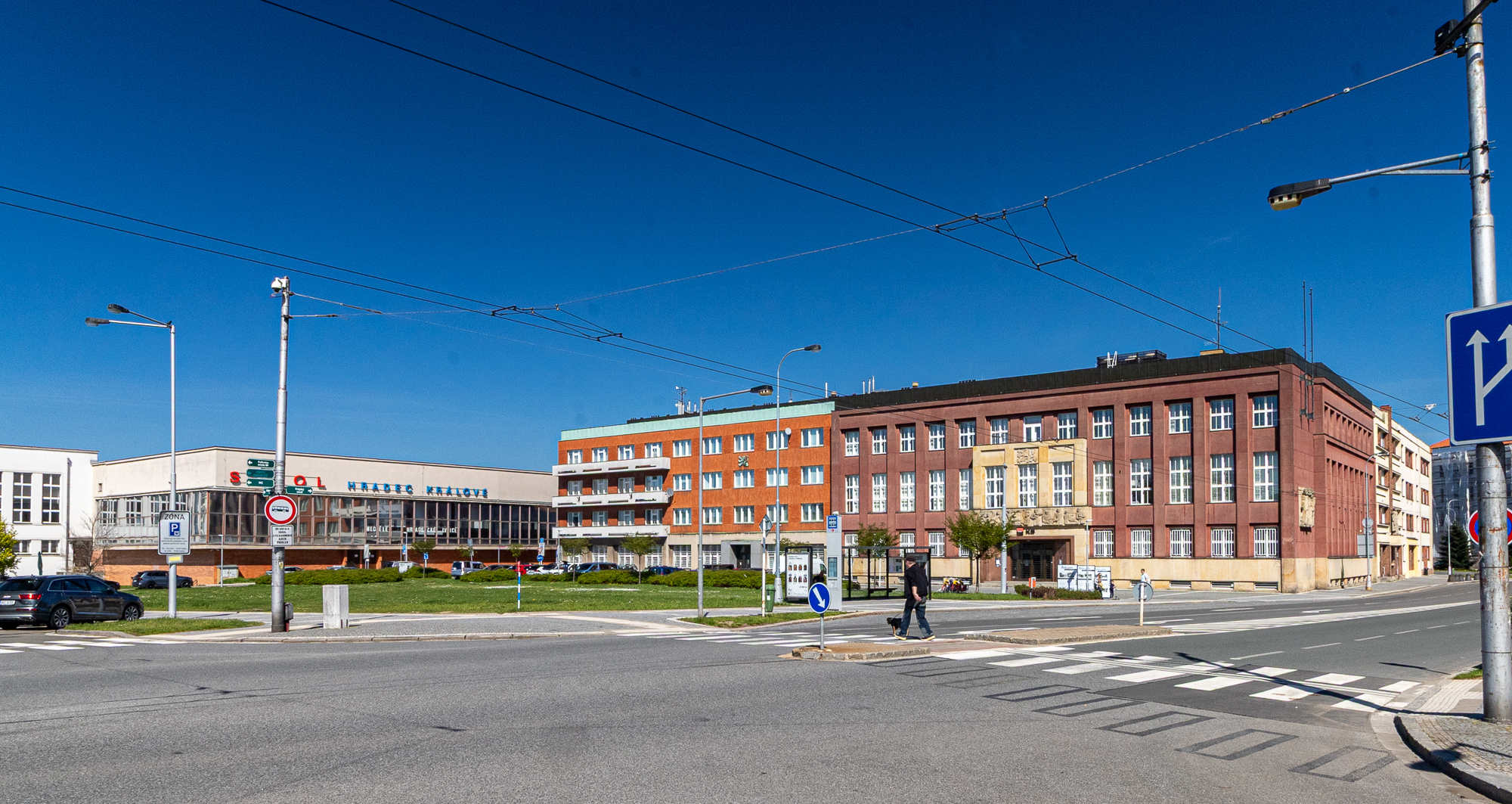
Náměstí osvoboditelů v Hradci Králové

Na náměstí Osvoboditelů se po dobu 42 let nacházel Památník osvobození města Rudou armádou, který měl připomínat osvobození města Rudou armádou. Na pískovcovém podstavci byl umístěn sovětský tank T-34 s číslem 559 a velkou pěticípou hvězdou z pískovce umístěné na přední části tanku. V době totality se u něj každoročně konaly pietní oslavy na výročí ukončení války 9. května a také na Velkou říjnovou socialistickou revoluci 7. listopadu. 3. května 1958 byl památník zapsán do státního seznamu nemovitých kulturních památek. Památková ochrana byla zrušena v květnu roku 1991 a o necelý měsíc později byl památník z náměstí odstraněn. Náměstí bylo známé také pod lidovým označením „náměstí U tanku“, který byl po dobu 46 let, kdy tank náměstí vévodil, používán.

## Seznam budov
- budova Národní banky československé, v současné době (2025) sídlo Komerční banky
- budova Okresní hospodářské záložny
- budova sokolovny